# Grylloderes subalatus
Grylloderes subalatus är en insektsart som beskrevs av Lucien Chopard 1951. Grylloderes subalatus ingår i släktet Grylloderes och familjen syrsor. Inga underarter finns listade i Catalogue of Life.